# Deutsche Fußballmeisterschaft 1902/03
Die Austragung um die Deutsche Fußballmeisterschaft wurde vom Spielausschuss des Deutschen Fußball-Bundes (DFB) für die Saison 1902/03 zum ersten Mal ausgeschrieben und fand vom 3. Mai bis zum 31. Mai 1903 statt. Erster Deutscher Meister wurde der VfB Leipzig, der im Finale von Altona (Bahrenfeld) den deutschen Auslandsverein DFC Prag mit 7:2 besiegte.
Bis 1904 waren auch im Ausland ansässige deutsche Verbände zugelassen, wovon der „Verband der Prager Deutschen Fußball-Vereine“ Gebrauch machte, obwohl dieser gleichzeitig Mitglied der Österreichischen Fußball-Union war.
Ausgetragen wurde die Endrunde im Pokalmodus (K.-o.-System), wobei jede Begegnung an einem neutralen Ort stattfinden sollte. Diese Regelung wurde jedoch bei der Ansetzung der Spiele, das Endspiel ausgenommen, durchgehend nicht eingehalten.

## Teilnehmer
Dem DFB gehörten am 31. Mai 1903 erst 134 Vereine als Mitglied an, er vereinigte unter seinem Dach nur einen Teil der bestehenden deutschen Fußballverbände. Größere Regionalverbände, die bereits Meisterschaften austrugen, gab es nur in den Regionen Mitte (etwa das Gebiet der heutigen Bundesländer Sachsen, Sachsen-Anhalt, Thüringen), Süd (die heutigen Länder Bayern und Baden-Württemberg sowie Südhessen, das Saarland, die Pfalz, das Moselgebiet und Elsass-Lothringen) und West (das heutige Nordrhein-Westfalen, sowie Nord- und Mittelhessen, Südniedersachsen und der Raum Osnabrück); wobei die Region West zu diesem Zeitpunkt noch kein Mitglied im DFB war. In den Regionen Berlin-Brandenburg, Nord (heute Schleswig-Holstein, Hamburg, Bremen, Mecklenburg-Vorpommern und Niedersachsen ohne Südniedersachsen und den Raum Osnabrück), Nordost (Pommern, Ost- und Westpreußen) und Südost (Breslau und Niederlausitz) gab es noch keine einheitlichen Regionalverbände.
Teilnahmeberechtigt war jeweils ein Vertreter (in der Regel der Meister) der angeschlossenen Lokal- und Regionalverbände, wobei die gemeldeten Spieler (maximal 16 pro Verein) mindestens vier Wochen vor Beginn der DFB-Vorrunde an dem Ort ansässig sein müssen, an dem der Verein sesshaft ist. Von den wenigen dem DFB beigetretenen Verbänden waren am Ende nur sechs Mannschaften für die deutsche Meisterschaftsendrunde gemeldet. Einzelne Mitgliedsvereine ohne Verbandszugehörigkeit waren jedoch nicht teilnahmeberechtigt.
| Verein                     | Qualifiziert als                                             |
| DFC Prag                   | Vertreter des Verbandes der Prager Deutschen Fußball-Vereine |
| Berliner TuFC Britannia 92 | Meister des Verbandes Berliner Ballspielvereine              |
| VfB Leipzig                | Meister des Verbandes Mitteldeutscher Ballspiel-Vereine      |
| Magdeburger FC Viktoria 96 | Meister des Verbandes Magdeburger Ballspiel-Vereine          |
| Altonaer FC 93             | Meister des Hamburg-Altonaer Fußball-Bundes                  |
| Karlsruher FV              | Meister des Verbandes Süddeutscher Fußball-Vereine           |

Die Allgemeine Sport-Zeitung veröffentlichte am 10. Mai 1903 folgenden Spielplan der Bundesmeisterschaftsspiele:
Erste Runde
Spiel 1: Meister Hamburg-Altonaer Fußball-Bund gg. Meister Verband Magdeburger Ballspiel-Vereine, somit Altonaer FC 1893 gg. Magdeburger FC Viktoria von 1896
Spiel 2: Meister Verband Mitteldeutscher Ballspiel-Vereine gg. Meister Verband Berliner Ballspielvereine, somit VfB Leipzig gg. Britannia Berlin
Spiel 3: Meister Verband Süddeutscher Fußball-Vereine gg. Meister Verband Prager deutscher Fußball-Vereine, somit Karlsruher FV gg. DFC Prag
Zweite Runde
Spiel 4: Sieger Spiel 1 gg. Sieger Spiel 3 (der Sieger aus Spiel 2 hätte somit spielfrei)
Finale
Spiel 5: Sieger Spiel 2 gg. Sieger Zweite Runde (Spiel 4)

## Runde 1
| Datum        |                            | Ergebnis    |                            | Stadion                          |
| ------------ | -------------------------- | ----------- | -------------------------- | -------------------------------- |
| 3. Mai 1903  | Altonaer FC 93             | 8:1 (3:0)   | Magdeburger FC Viktoria 96 | Altona, Exerzierweide            |
| 10. Mai 1903 | Berliner TuFC Britannia 92 | 1:3 (0:1)   | VfB Leipzig                | Berlin-Friedenau, Sportpark      |
| 10. Mai 1903 | DFC Prag                   | ausgefallen | Karlsruher FV              | geplanter Ort: München bzw. Prag |

Altona 93 konnte in der ersten Partie die Viktoria aus Magdeburg in einem Heimspiel mit 8:1 abfertigen. Alles überragender Mann auf dem Platz war Mittelläufer und Kapitän Franz Behr, der später im Finale als Schiedsrichter auftrat. Vier der fünf Altonaer Stürmer trafen, dabei erzielten Miklós Bradanovic, Herder und Walter jeweils einen Doppelpack. Den Magdeburgern gelang in der zweiten Halbzeit lediglich der Treffer zum 1:4 durch Hans Adam.
Der VfB Leipzig besiegte trotz erneut nicht neutraler Spielansetzung eine Woche später auswärts Britannia Berlin. Die Berliner waren chancenlos unterlegen und trafen erst in der 88. Minute zum Ehrentor durch Richard Müller. Die Leipziger Treffer erzielten die späteren Torschützenkönige Bruno Stanischewski, der doppelt traf, und Heinrich Riso.
Das Spiel zwischen Prag und Karlsruhe war vom DFB zunächst in München angesetzt worden. Jedoch erhob der DFC Prag dagegen Einspruch, da eine Austragung in Prag höhere Einnahmen erbringen würde. Gegen diese Ansetzung legte wiederum der Karlsruher FV Protest ein. Aus Zeitgründen wurden beide Mannschaften für das Halbfinale zugelassen.

## Runde 2
| Datum        |             | Ergebnis    |                | Stadion                |
| ------------ | ----------- | ----------- | -------------- | ---------------------- |
| 17. Mai 1903 | VfB Leipzig | 6:3 (3:3)   | Altonaer FC 93 | Leipzig, Sportplatz    |
| 17. Mai 1903 | DFC Prag    | ausgefallen | Karlsruher FV  | geplanter Ort: Leipzig |

Erneut kam es zu einer Regelwidrigkeit: Wirft man einen Blick auf die tatsächlichen Ansetzungen der DFB-Endrunde von 1903, ist festzustellen, dass der VfB Leipzig statt eines Vorrundenspiels derer zwei zu bestreiten hatte. Denn in der zweiten Runde wurde in Spiel 4 dahingehend variiert, dass Altona 93 statt gegen den Sieger aus Spiel 3 nun gegen den Sieger aus Spiel 2 antrat, eben die Bewegungsspieler aus Leipzig. - Noch dazu in Leipzig. Die Altonaer begannen die Partie furios und führten bereits 2:0, trotzdem konnten die Leipziger das Spiel auf heimischem Boden für sich entscheiden. In der zweiten Hälfte gewannen sie nach 3:3 noch mit drei Toren Abstand. Auf Seiten des VfB hatten Edgar Blüher, Heinrich Riso und Bruno Stanischewski jeweils doppelt getroffen. Miklós Bradanovic, Herder und Walter erzielten bei ihrem Ausscheiden ihre jeweils dritten Treffer für Altona. Bradanovic wurde am 6. September 1903 Deutscher Meister im 1500-Meter-Lauf.
Das Halbfinale zwischen Prag und Karlsruhe konnte eine Woche nach dem ausgefallenen Spiel erneut nicht stattfinden. Vom DFB war es wie das andere Halbfinale in Leipzig angesetzt worden. Ein gefälschtes Telegramm (Telegramm-Affäre), das dem Karlsruher FV von einer neuerlichen Verlegung des Spieltermins Mitteilung machte, hielt den KFV jedoch von einer Reise nach Leipzig ab. Der DFB erklärte trotzdem den KFV für disqualifiziert, so dass der DFC Prag kampflos ins Finale kam. Zu beachten ist, dass der DFC seine starken österreichischen Spieler (darunter mehrere Nationalspieler), die auch in anderen Vereinen engagiert waren, nicht zu jeder Zeit einsetzen konnte. Außerdem war der damalige DFB-Präsident Ferdinand Hueppe gleichzeitig 1. Vorsitzender des DFC Prag.

## Finale
| VfB Leipzig | VfB Leipzig | DFC Prag | DFC Prag |
| --- | --- | --- | -------- |
| VfB Leipzig | \| Sonntag, 31. Mai 1903 in Altona (Exerzierweide) \| \| Ergebnis: 7:2 (1:1) \| \| Zuschauer: 750 bis 2.000 (unterschiedliche Angaben) \| \| Schiedsrichter: Franz Behr (Altona) 00000Spielbericht Das erste Finale um die deutsche Meisterschaft war in Kassel geplant, aber dem Heimverein wurde kurz zuvor das Nutzungsrecht des Spielplatzes entzogen. Daraufhin ist es dann nach Altona verlegt und auf Sonntag, den 31. Mai, für 16 Uhr angesetzt worden. Jedoch fehlte zu diesem Zeitpunkt ein spielfähiger Ball, so dass sich der Anstoß bis 16:45 Uhr verzögerte, da zunächst ein Ball aus dem Vereinsheim des Altonaer FC herbeigeschafft werden musste. In dem von Schiedsrichter Franz Behr (damaliger Präsident, Kapitän und Mittelläufer des Altonaer FC 93) geleiteten Spiel erzielte der Prager Spieler Meyer in der 22. Minute das 0:1. Leipzig konnte aber bereits neun Minuten später durch Walter Friedrich ausgleichen und ging nach der Halbzeitpause in der 49. Minute durch eine direkt verwandelte Ecke von Adalbert Friedrich in Führung. Nach dem 3:1 durch Heinrich Riso und einem Anschlusstreffer zum 3:2 durch Meyer sicherten Bruno Stanischewski und Heinrich Riso mit je zwei Treffern den 7:2-Erfolg Leipzigs. Nach Recherchen der IFFHS sollen die Prager mit sieben österreichischen Spielern (Kurpiel, Schwarz, Fischl, Sedlacek, Beck und beide Kubik) angetreten sein, die gar nicht dem Verein angehörten. Die fehlende Harmonie im Spiel lässt auch auf eine durch Gastspieler verstärkte Mannschaft schließen. Außerdem hatten sie im Vorfeld des Endspiels eine falsche Aufstellung angegeben, was den VfB Leipzig jedoch nicht daran hinderte, sich den ersten deutschen Meistertitel zu sichern.[1] \| | \| Sonntag, 31. Mai 1903 in Altona (Exerzierweide) \| \| Ergebnis: 7:2 (1:1) \| \| Zuschauer: 750 bis 2.000 (unterschiedliche Angaben) \| \| Schiedsrichter: Franz Behr (Altona) 00000Spielbericht Das erste Finale um die deutsche Meisterschaft war in Kassel geplant, aber dem Heimverein wurde kurz zuvor das Nutzungsrecht des Spielplatzes entzogen. Daraufhin ist es dann nach Altona verlegt und auf Sonntag, den 31. Mai, für 16 Uhr angesetzt worden. Jedoch fehlte zu diesem Zeitpunkt ein spielfähiger Ball, so dass sich der Anstoß bis 16:45 Uhr verzögerte, da zunächst ein Ball aus dem Vereinsheim des Altonaer FC herbeigeschafft werden musste. In dem von Schiedsrichter Franz Behr (damaliger Präsident, Kapitän und Mittelläufer des Altonaer FC 93) geleiteten Spiel erzielte der Prager Spieler Meyer in der 22. Minute das 0:1. Leipzig konnte aber bereits neun Minuten später durch Walter Friedrich ausgleichen und ging nach der Halbzeitpause in der 49. Minute durch eine direkt verwandelte Ecke von Adalbert Friedrich in Führung. Nach dem 3:1 durch Heinrich Riso und einem Anschlusstreffer zum 3:2 durch Meyer sicherten Bruno Stanischewski und Heinrich Riso mit je zwei Treffern den 7:2-Erfolg Leipzigs. Nach Recherchen der IFFHS sollen die Prager mit sieben österreichischen Spielern (Kurpiel, Schwarz, Fischl, Sedlacek, Beck und beide Kubik) angetreten sein, die gar nicht dem Verein angehörten. Die fehlende Harmonie im Spiel lässt auch auf eine durch Gastspieler verstärkte Mannschaft schließen. Außerdem hatten sie im Vorfeld des Endspiels eine falsche Aufstellung angegeben, was den VfB Leipzig jedoch nicht daran hinderte, sich den ersten deutschen Meistertitel zu sichern.[1] \| | DFC Prag |
| VfB Leipzig | Ernst Raydt – Erhard Schmidt, Arthur Werner – Wilhelm Rößler, Walter Friedrich, Otto Braune – Georg Steinbeck, Bruno Stanischewski, Heinrich Riso, Adalbert Friedrich, Ottomar Aßmus | Charles Pick – Ladislaus Kurpiel, Johann Schwarz – Béla Robitsek, Paul Fischl , Franz Sedlacek – Karl Beck, Karl Kubik, Meyer, Fischer, Kubik | DFC Prag |
| VfB Leipzig | 1:1 W. Friedrich (31.) 2:1 A. Friedrich (49.) 3:1 Riso (54.) 4:2 Stanischewski (69.) 5:2 Riso (71.) 6:2 Stanischewski (85.) 7:2 Riso (88.) | 0:1 Meyer (22.) 3:2 Meyer (65.) | DFC Prag |
| Sonntag, 31. Mai 1903 in Altona (Exerzierweide) | | |          |
| Ergebnis: 7:2 (1:1) | | |          |
| Zuschauer: 750 bis 2.000 (unterschiedliche Angaben) | | |          |
| Schiedsrichter: Franz Behr (Altona) 00000Spielbericht Das erste Finale um die deutsche Meisterschaft war in Kassel geplant, aber dem Heimverein wurde kurz zuvor das Nutzungsrecht des Spielplatzes entzogen. Daraufhin ist es dann nach Altona verlegt und auf Sonntag, den 31. Mai, für 16 Uhr angesetzt worden. Jedoch fehlte zu diesem Zeitpunkt ein spielfähiger Ball, so dass sich der Anstoß bis 16:45 Uhr verzögerte, da zunächst ein Ball aus dem Vereinsheim des Altonaer FC herbeigeschafft werden musste. In dem von Schiedsrichter Franz Behr (damaliger Präsident, Kapitän und Mittelläufer des Altonaer FC 93) geleiteten Spiel erzielte der Prager Spieler Meyer in der 22. Minute das 0:1. Leipzig konnte aber bereits neun Minuten später durch Walter Friedrich ausgleichen und ging nach der Halbzeitpause in der 49. Minute durch eine direkt verwandelte Ecke von Adalbert Friedrich in Führung. Nach dem 3:1 durch Heinrich Riso und einem Anschlusstreffer zum 3:2 durch Meyer sicherten Bruno Stanischewski und Heinrich Riso mit je zwei Treffern den 7:2-Erfolg Leipzigs. Nach Recherchen der IFFHS sollen die Prager mit sieben österreichischen Spielern (Kurpiel, Schwarz, Fischl, Sedlacek, Beck und beide Kubik) angetreten sein, die gar nicht dem Verein angehörten. Die fehlende Harmonie im Spiel lässt auch auf eine durch Gastspieler verstärkte Mannschaft schließen. Außerdem hatten sie im Vorfeld des Endspiels eine falsche Aufstellung angegeben, was den VfB Leipzig jedoch nicht daran hinderte, sich den ersten deutschen Meistertitel zu sichern. | | |          |

## Die Meistermannschaft des VfB Leipzig

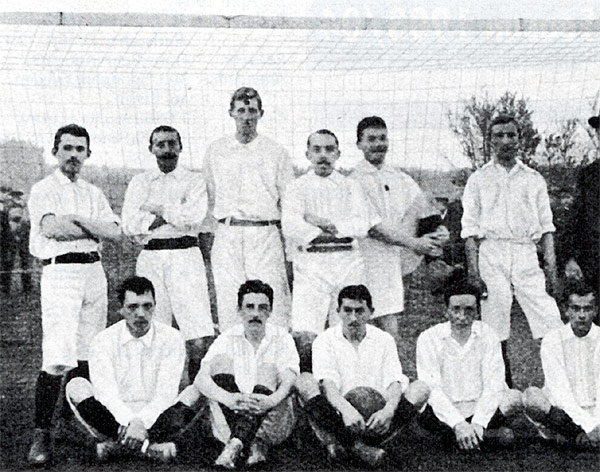
Mannschaft des VfB Leipzig im Jahr 1901.
Hinten: Rößler, Schöffler, Raydt, Braune, Keßler, W. Friedrich; Vorne: Leine, Stanischewski, Haferkorn, Harbottle, Riso

Nachfolgend ist die Meistermannschaft mit Einsätzen und Toren der Spieler angegeben. Der Spielertrainer und Präsident des VfB Leipzig, Theodor Schöffler, der entscheidend den Grundstein für den Erfolg der Leipziger gelegt hatte, war zwei Monate zuvor im März jung gestorben.
| VfB Leipzig            | |
| Wappen des VfB Leipzig | - Tor: Ernst Raydt (3/-) - Abwehr: Wilhelm Keßler (2/-), Erhard Schmidt (3/-), Arthur Werner (3/-) - Mittelfeld: Otto Braune (2/-), Walter Friedrich (2/1), Wilhelm Rößler (3/-) - Sturm: Ottomar Aßmus (1/-), Edgar Blüher (2/2), Adalbert Friedrich (3/1), Heinrich Riso (3/6), Bruno Stanischewski (3/6), Georg Steinbeck (3/-) - Trainer: – |

## Torschützenliste

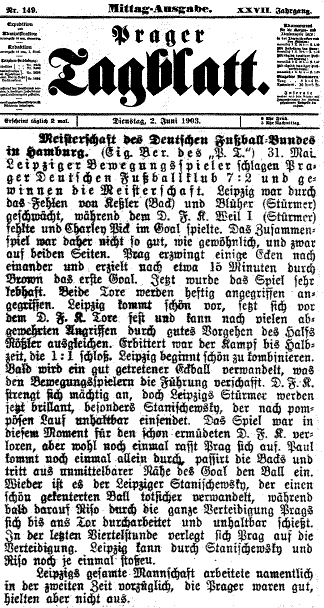
Berichterstattung vom
Finale im Prager Tagblatt
vom 2. Juni 1903.

| Spieler | Spieler             | Verein                     | Spiele | Tore |
| ------- | ------------------- | -------------------------- | ------ | ---- |
| 1.      | Heinrich Riso       | VfB Leipzig                | 3      | 6    |
| 1.      | Bruno Stanischewski | VfB Leipzig                | 3      | 6    |
| 3.      | Miklós Bradanovic   | Altonaer FC 93             | 2      | 3    |
| 3.      | Herder              | Altonaer FC 93             | 2      | 3    |
| 3.      | Walter              | Altonaer FC 93             | 2      | 3    |
| 6.      | Meyer               | DFC Prag                   | 1      | 2    |
| 7.      | Edgar Blüher        | VfB Leipzig                | 2      | 2    |
| 8.      | Hans Adam           | Magdeburger FC Victoria 96 | 1      | 1    |
| 8.      | Richard Müller      | Berliner TuFC Britannia 92 | 1      | 1    |
| 10.     | Walter Friedrich    | VfB Leipzig                | 2      | 1    |
| 10.     | Paul Ploetz         | Altonaer FC 93             | 2      | 1    |
| 10.     | Hermann Struve      | Altonaer FC 93             | 2      | 1    |
| 13.     | Adalbert Friedrich  | VfB Leipzig                | 3      | 1    |

## Pilgersteine
Die Exerzierweide (auf zeitgenössischen Eintrittskarten als „Exerzierplatz Altona“ bezeichnet), auf der das Endspiel stattfand, existiert heute nicht mehr. Sie befand sich in einem heutigen Industriegebiet im Stadtteil Bahrenfeld des Hamburger Bezirks Altona ungefähr an der Kreuzung Rondenbarg/Marlowring. Am 3. September 2011 wurde an dieser Stelle ein steinernes Denkmal zur Erinnerung an das erste Endspiel um die deutsche Fußballmeisterschaft aufgestellt, welches von der privaten „Initiative 1903“ durch Spenden finanziert worden ist. Der Stein stammt aus dem Bruno-Plache-Stadion in Leipzig, der ehemaligen Heimspielstätte des mittlerweile aufgelösten VfB Leipzig. Der Stein wurde fachmännisch aufbereitet und eine Gedenktafel angefertigt. Ein ebensolcher Stein bereichert seit dem 5. August 2012 auch das Leipziger Bruno-Plache-Stadion. Zur Saisoneröffnung des VfB-Nachfolgers 1. FC Lokomotive Leipzig wurde er als zweiter Pilgerstein der deutschen Fußballgeschichte feierlich im Kreis von ca. 1.300 Anhängern eingeweiht. Damit fiel die zweite Denkmalweihe auch auf den 90. Jubiläumstag des Leipziger Stadions.
Im Folgejahr wurde dann der Verein ausgezeichnet, der im Laufe der Endrunde kein Spiel bestritt: der Karlsruher FV. Am 1. Juni 2013 reisten die Anhänger der mittlerweile als Verein offiziell gegründeten Initiative 1903 e. V. in die Fächerstadt, um zunächst am alten Engländerplatz, der KFV-Gründungsstätte, begleitet von weiterem kulturellen Programm das dritte Denkmal einzuweihen, das an das nie stattgefundene „Aufeinandertreffen“ mit dem DFC Prag erinnert. Darauf folgte ein Fußballspiel zwischen einer KFV-Ehrenmannschaft und einer Initiative-1903-Traditionself. Die nächste Station für 2014 war Berlin: Am 27. September 2014 wurde im Stadion Wilmersdorf, unmittelbar neben dem Clubcasino des Berliner SV 92, ehemals Britannia Berlin, das vierte Denkmal der Öffentlichkeit präsentiert. Auch an jenem Tag trat die Auswahl zu einer Partie an.
Am 12. und 13. September 2015 gastierte die Initiative 1903 in Prag, um mit dem fünften Denkmalstein an die Pionierleistungen des DFC Prag und seine Endrundenteilnahme 1903 zu erinnern. Zudem wurde das erste Endspiel um die DFB-Meisterschaft neu ausgetragen. Nach über 70 Jahren stand damit wieder eine Mannschaft des (formal ein Jahr darauf gegründeten) Deutschen Fußball-Club Prag auf dem Platz, um ihre Kräfte mit der Auswahl der Initiative 1903 zu messen. Historisch korrekt unterlagen die Prager jedoch mit 2:7 Toren und verpassten somit erneut den Titelgewinn. Am 2. Oktober 2016 schloss sich in Magdeburg der Kreis, das letzte Denkmal wurde feierlich eingeweiht in der Sportplatzanlage des TuS 1860 Magdeburg-Neustadt. Zum Rahmenprogramm zählte zunächst ein Jugendturnier zwischen den Teams des 1. FC Magdeburg, TuS 1860 und dem 1. FC Lok Leipzig, bevor im Anschluss die Traditionsteams des TuS 1860 und der Initiative 1903 ihre Pötten schnürten.

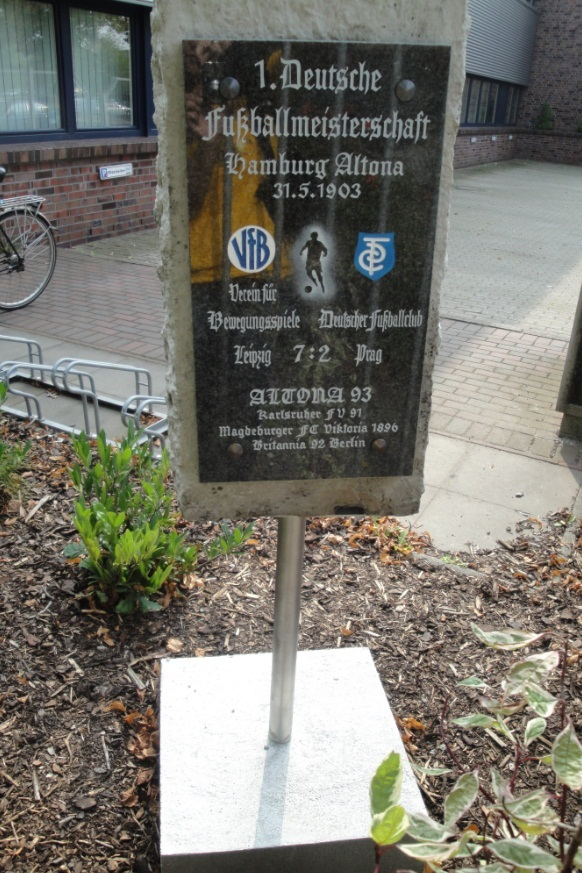
Der erste in Hamburg
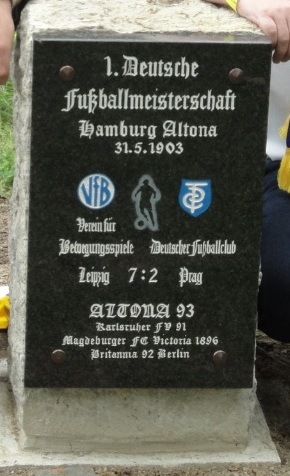
Der zweite in Leipzig
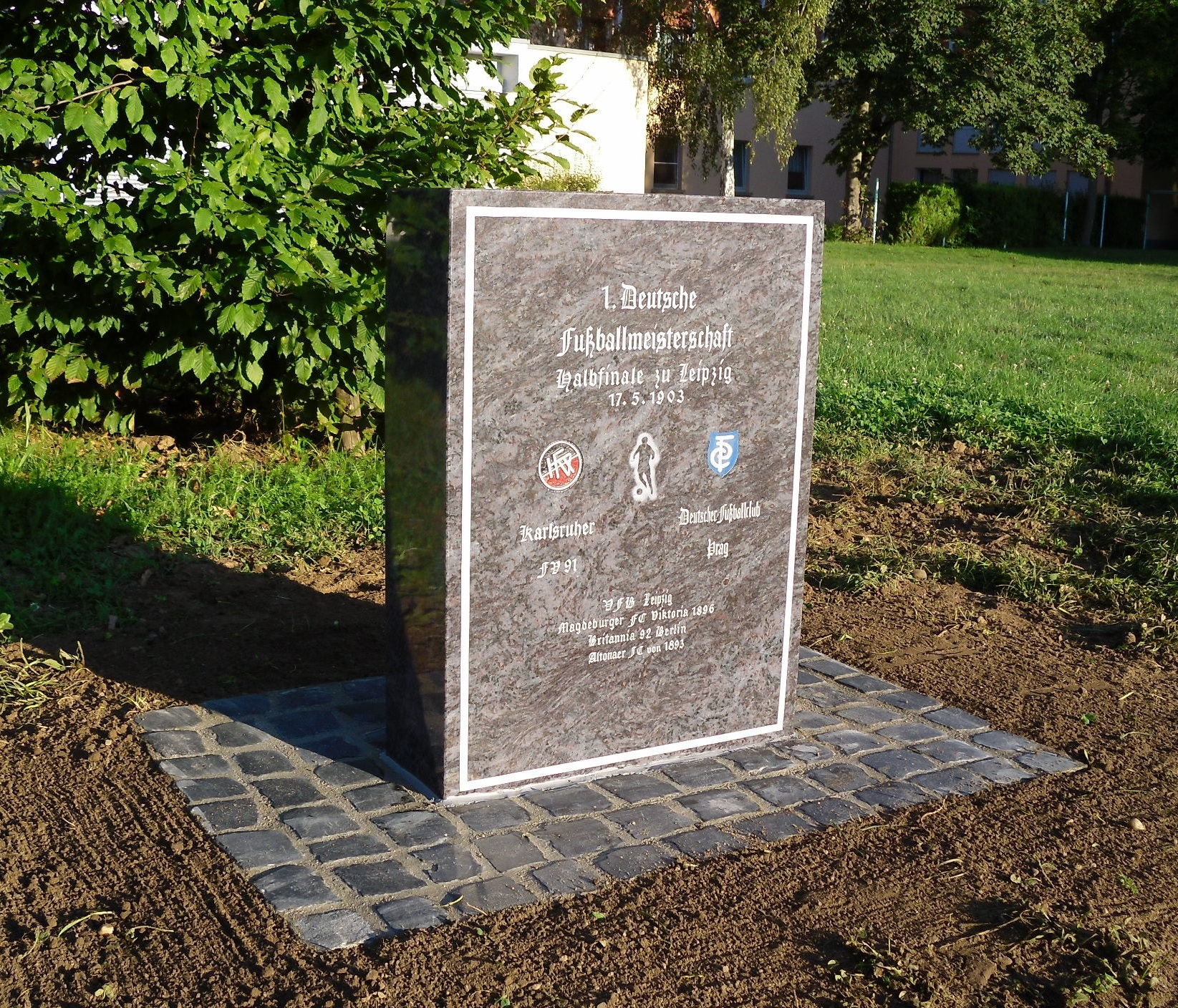
Der dritte in Karlsruhe
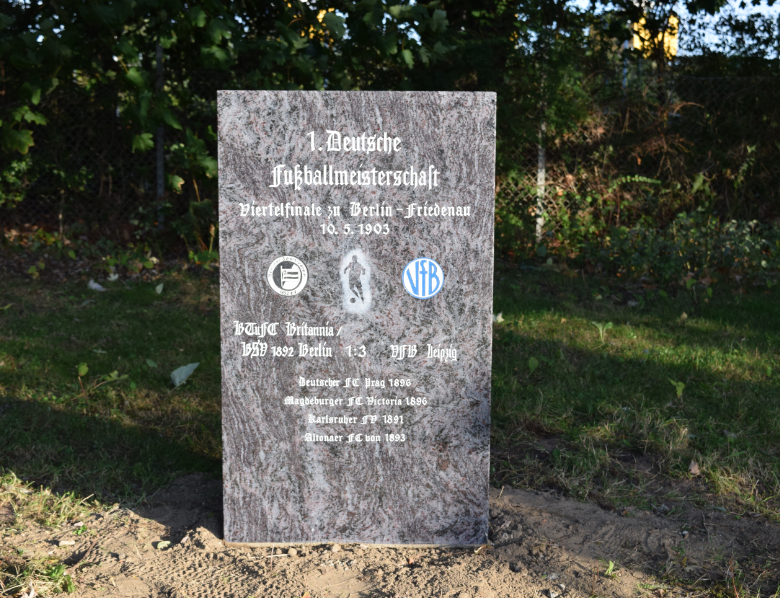
Der vierte in Berlin
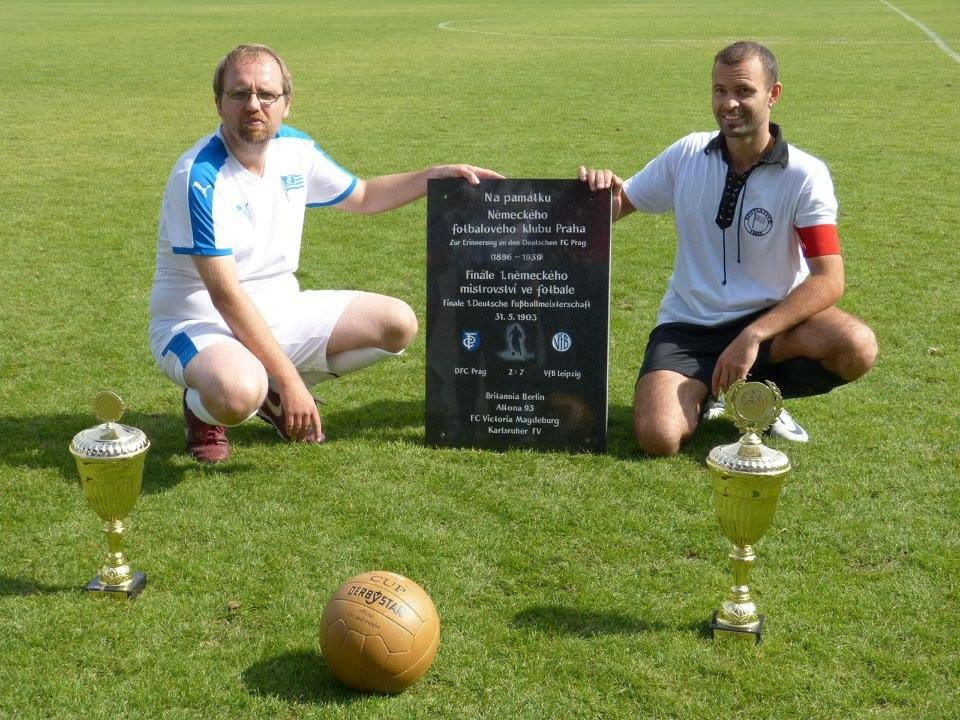
Der fünfte in Prag
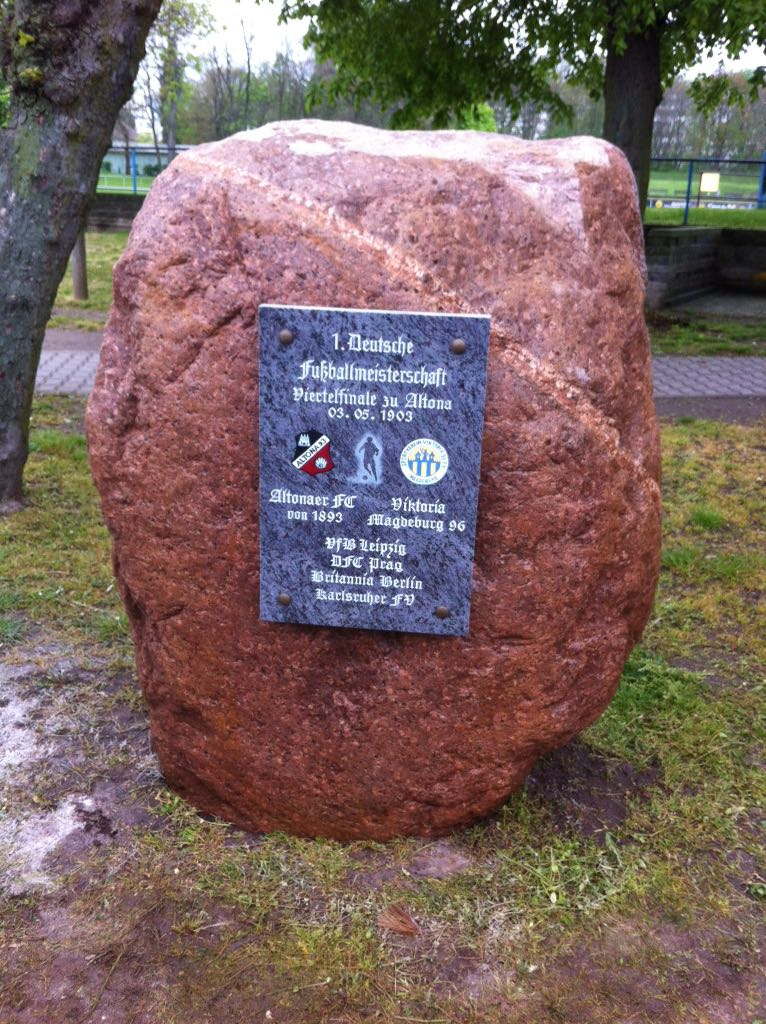
Der sechste in Magdeburg